# Finna (novela)
Finna es una novela de fantasía LGBT de 2020 de Nino Cipri. Ha sido elogiada por su inclusión de personajes queer y su crítica al capitalismo y al trabajo minorista. Fue nominada al premio Hugo 2021 a la mejor novela, al premio Locus 2021 a la mejor novela y al premio Nebula 2021 a la mejor novela. Le siguió una secuela, Defekt, en 2021.

## Trama
Ava trabaja en LitenVärld, una gran tienda minorista, con su ex Jules. Un día en el trabajo, se abre un agujero de gusano en la tienda. La abuela de un cliente, Ursula Nouri, deambula por el interior. Ava y Jules son enviadas a buscarla utilizando un dispositivo de rastreo llamado FINNA. Viajan a través de numerosos universos paralelos. En uno de ellos, descubren que la Sra. Nouri ha sido asesinada por plantas parásitas; la FINNA les indica un “reemplazo adecuado”. Conocen a la Capitana Nouresh, una versión de la Sra. Nouri en un universo alternativo. Mientras luchan contra peligrosos drones, Ava escolta a Nouresh de regreso a su mundo; Jules se queda. Ava renuncia a su trabajo y toma el FINNA en busca de Jules.

## Temas principales
La novela critica los absurdos del capitalismo y el trabajo en las grandes superficies minoristas. Ava y Jules son enviados a una misión peligrosa y les ofrecen tarjetas de regalo a cambio. Esto es comparable a ejemplos de la vida real en los que trabajadores minoristas que ganan el salario mínimo son maltratados por gerentes que les piden lo imposible.
El crítico Lee Mandelo escribió que las protagonistas de Finna son únicas porque su relación romántica ya ha terminado. A diferencia de un arco argumental común en el que conocidos desarrollan una relación romántica, la relación de Ava y Jules pasa del romance a la amistad. El crítico señala que esta es una experiencia común para las personas queer, cuyos grupos de citas y grupos de amigos probablemente estén estrechamente entrelazados. Además de la relación entre Jules y Ava, los temas queer de la novela se exploran en sus discusiones sobre el trabajo y la política.

## Recepción
Finna recibió críticas positivas.
Al escribir para NPR, la autora Amal El-Mohtar elogió al autor por retratar con precisión las identidades queer, la ansiedad y la depresión. Una reseña de Autostraddle criticó el uso excesivo de sarcasmo en la obra y consideró que esto le restaba valor a su crítica del capitalismo. A pesar de esto, el mismo crítico consideró que los puntos generales de Cipri sobre los efectos deshumanizantes del capitalismo son acertados y consideró que la novela es una lectura "interesante y animada".

## Premios
| Año  | Premio                  | Categoría           | Resultado       | Ref.  |
| ---- | ----------------------- | ------------------- | --------------- | ----- |
| 2021 | Premios Hugo            | Novela corta        | Preseleccionada | [ 5 ] |
| 2021 | Premio Literario Lambda | Ficción transgénero | Preseleccionada | [ 6 ] |
| 2021 | Premio Locus            | Novela corta        | Nominada - 8º   | [ 7 ] |
| 2021 | Premios Nebula          | Novela corta        | Preseleccionada | [ 8 ] |